# The Little Things (film)
The Little Things is een Amerikaanse misdaadthriller uit 2021 die geschreven en geregisseerd werd door John Lee Hancock. De hoofdrollen worden vertolkt door Denzel Washington, Rami Malek en Jared Leto.

## Verhaal
De ervaren maar getormenteerde Joe "Deke" Deacon werkt in 1990 als hulpsheriff in Kern County. Ooit was hij een rechercheur in Los Angeles, maar na een onsuccesvol moordonderzoek dat zijn leven overschaduwde, ruilde hij de grote stad in voor het rustigere Bakersfield. Wanneer hij op een dag terug naar de politieafdeling van Los Angeles moet, wordt hij door de jonge rechercheur Jim Baxter betrokken bij de speurtocht naar een seriemoordenaar die verband lijkt te houden met de onopgeloste zaak waar Deke in het verleden mee worstelde. De twee richten hun pijlen op Albert Sparma, een bizarre man die graag spelletjes speelt met de politie.

## Rolverdeling
| Acteur              | Personage                        |
| ------------------- | -------------------------------- |
| Denzel Washington   | Deputy Sheriff Joe "Deke" Deacon |
| Rami Malek          | Detective Jim "Jimmy" Baxter     |
| Jared Leto          | Albert Sparma                    |
| Natalie Morales     | Detective Jamie Estrada          |
| Terry Kinney        | Captain Carl Farris              |
| Chris Bauer         | Detective Sal Rizoli             |
| Joris Jarsky        | Detective Sergeant Rogers        |
| Isabel Arraiza      | Anna Baxter                      |
| Michael Hyatt       | Flo Dunigan                      |
| Sofia Vassilieva    | Tina Salvatore                   |
| Jason James Richter | Detective Dennis Williams        |
| Glenn Morshower     | Captain Henry Davis              |
| Judith Scott        | Marsha                           |

## Productie
John Lee Hancock schreef de eerste versie van het script in het voorjaar van 1993. Aanvankelijk overwoog Steven Spielberg om het project te verfilmen, maar de regisseur vond het script te duister en haakte af. In de daaropvolgende jaren toonden ook Clint Eastwood, Warren Beatty en Danny DeVito interesse in het project.
Het project sleepte enkele decennia aan. Uiteindelijk liet Hancock zich door zijn bevriende collega's Scott Frank en Brian Helgeland overtuigen om het script zelf te verfilmen. De filmmaker behield bewust de tijdsperiode van het oorspronkelijk script (begin jaren negentig), zodat het verhaal zich zou afspelen in een periode waarin moderne technologieën en technieken zoals DNA-analyse, internet en mobiele telefoons nog geen grote rol speelden in politieonderzoeken. Het verhaal bevat daardoor ook enkele verwijzingen naar The Night Stalker, de seriemoordenaar die midden jaren tachtig in Greater Los Angeles actief was.
In maart 2019 werd Denzel Washington aangekondigd als hoofdrolspeler. Twee maanden later werd ook Rami Malek aan het project toegevoegd. In augustus 2019 werd Jared Leto gecast. Een maand later werd de cast uitgebreid met onder meer Natalie Morales, Joris Jarsky en Sofia Vassilieva. De opnames gingen begin september 2019 van start in Los Angeles en eindigden in december 2019. 

## Release
The Little Things ging op 29 januari 2021 in première in een select aantal Amerikaanse bioscopen. De film werd op dezelfde dag ook uitgebracht op streamingdienst HBO Max.

## Prijzen en nominaties
| Jaar | Prijs         | Categorie                  | Genomineerde(n) | Uitslag     |
| ---- | ------------- | -------------------------- | --------------- | ----------- |
| 2021 | Golden Globes | Beste acteur in een bijrol | Jared Leto      | Genomineerd |